# 高橋等
高桥等（日语：高橋 等/たかはし ひとし，1903年3月20日—1965年8月10日），日本的政治家，曾担任佐藤荣作时期的法務大臣。